# Звиринский, Карл Йосифович
Карл Йосифович Звиринский (укр. Карло Йосипович Звіринський; 14 августа 1923, с. Лавров — 8 октября 1997, Львов) — украинский и советский художник, педагог.

## Биография
Начальное 4-классное образование К. Звиринский получил при Лавровском базилианском монастыре Св. Онуфрия. В 1942 г., прочитав объявление в газете о наборе студентов в немецкую художественно-промышленную школы, при которой действовало украинское отделение графики, едет во Львов. К тому времени живописью будущий художник не интересовался. Из-за недостаточного для поступления образования, сдает экстерном экзамены за семилетнюю школу.
В этот период во Львове находилось много художников, бежавших от тягот войны с востока Украины. Здесь преподавали В. Г. Кричевский, Н. Г. Бутович, В. А. Баляс, Р. Ю. Сельский, курс живописи у которого окончил Звиринский в 1946 г. и впоследствии подружился с ним.
Позже он продолжил учёбу на отделении монументальной живописи во Львовском институте декоративного и прикладного искусства (ныне Львовская национальная академия искусств). В 1949 году Звиринского отчисляют на год, за высказанную им фразу:

«Одно яблоко Сезанна стоит больше, чем всё искусство соцреализма вместе взятое»
С 1953 года начал преподавать живопись и композицию во Львовском институте декоративно-прикладного искусства.

## Педагогическая деятельность
Свои знания Звиринский стал передавать ученикам-студентам Львовского института декоративно-прикладного искусства, сгруппировав вокруг себя небольшой коллектив, который со временем будет назван «академией Карла Звиринского». Это была своего рода домашняя художественная школа. Слушателями были ставшие позже известными живописцами А. А. Бокотей (сейчас ректор Львовской академия искусств), Е. Н. Лысик (народный художник УССР), Я. Н. Мотыка (лауреат Шевченковской премии 1972 г.) и многие др.
Кроме того, долгое время К. Звиринский руководил школой иконописи им. Св. Луки при монастыре ордена Студитов в Лаврове.

## Творчество
Художник-абстракционист. Поиски собственного творческого пути в абстракционизме начал с занятий аппликацией. Уход в 1960-х годах в абстрактное пространство живописи, аппликации, цветного рельефа из бумаги или дерева на полотне художник обосновывал как бегство от соцреализма, одновременно не отрицая достижения великих реалистов.
В своих работах он создавал некий параллельный действительности, чрезвычайно цельный мир. Такое мировидение отличает уже его композиции конца 1950-х годов, созданные с использованием дерева, жести, картона, шнура.
В творческом наследии Карла Звиринского, однако, преобладающая часть произведений приходится на сакральную живопись. Им написано около 40 икон для Успенской церкви Львова, созданы фрески в нескольких церквах вблизи Львова.

## Избранные работы
- «Рельеф III» (1957, композиция составлена из квадратных и прямоугольных деревянных плашек, покрытых слоями синей и фиолетовой краски)
- «Композиция-II» (1960, полотно, гипс)
- триптих «Земля. Пейзаж после битвы. Эпитафия» (1962)
- «Потустороннее»
- «Композиции Х» (1970)